# God Dethroned
God Dethroned es una banda de blackened death metal  de los Países Bajos.

## Biografía
La banda se formó en 1990 por el vocalsta Henri Sattler y varios amigos (M. Beukeveld, M. Arends, y A. Dijkstra); grabaron una demo en 1992 y firmaron un acuerdo con la marca alemana Shark poco después. Su primer álbum, The Christhunt, no fue muy exitoso. La banda se tomó un descanso el año siguiente, con su vocalista formando una nueva banda llamada Ministry of Terror. Después de un disco, Fall of Life, y una gira Europea, Sattler decide reformar God Dethroned, con el guitarrista Jens Van Der Valk, el bajista Beef, y el baterista Roel Sanders. Con esta alineación firmaron un acuerdo con Metal Blade Records y lanzaron The Grand Grimoire en Europa en 1997; el álbum fue lanzado en E.U.A el año siguiente, junto con el relanzamiento de The Christhunt, que presentaba la portada que originalmente ellos querían (una rata disectada).
PromocionandoThe Grand Grimoire la banda tocó en famosos festivales como : Dynamo Open Air, Wacken, Graspop y Summer Breeze. años después en 1999 lanzaron su tercer álbum: Bloody Blasphemy, Sin embargo, no todo fue bien. después de la gira estadounidense el baterista Roel Sanders abandonó la banda. Tony Laureano, miembro de Nile en aquel entonces, fue baterista de sesión de siguiente lanzamiento: Ravenous (2001), pero no pudo permanecer en la banda por razones obvias. Janne Saarenpää de The Crown tocó en esa gira, hasta que finalmente el nuevo baterista Ariën van Weesenbeek se unió al grupo, cuya primera experiencia de grabación con la banda fue en Into the Lungs of Hell. Este álbum fue bien recibido por la crítica alrededor del mundo.
Tiempo después, Beef (bajo) y Jens van der Valk (guitarras) decidieron marcharse. Los miembros restantes de la banda, Henri y Arien, escribieron un nuevo álbum, The Lair of the White Worm, basado en una novela de Bram Stoker. Para las grabaciones se unieron nuevos miembros: Isaac Delahaye (guitarras) y Henk Zinger (bajo).
En 2006 lanzaron The Toxic Touch, álbum con el cual se fueron de gira como banda soporte de Vader.
Para Passiondale (Passchendaele) regresó Roel Sanders a la batería (que estuvo en The Grand Grimoire Y Bloody Blaphemy), luego del lanzamiento en 2009 God Dethroned se enbarcó en una gira mundial llegando a Sudamérica por primera vez en su carrera.
En 2010 salió su nuevo álbum: Under the Sign of the Iron Cross,pero en 2012 la banda decidió darle fin a su carrera después de 20 años.Sin embargo en 2014 Henri Sattler decide reformar la banda y God Dethroned se embarca en una gira que comienza en el 70000 Toons of Metal, justo donde dieron su último concierto antes de su separación en 2012.
Después de 7 años sin hacer nueva música, deciden entrar a grabar The World Ablaze, álbum mezclado por Dan Swano y mazterizado por Sander Van Der Heide. El álbum fue lanzado el 5 de mayo de 2017.

## Género
God Dethroned se formó originalmente como una banda de death metal, y lanzaron su primer disco con este sonido. Cuando se reformó la banda en 1994 cambiaron a un Blackened death metal y se mantuvieron así hasta el lanzamiento de Into the Lungs of Hell, donde cambiaron a death metal melódico. En los últimos lanzamientos, Passiondale y Under The Sign Of The Iron Cross, la banda muestra un Blackened death metal igual de melódico que las producciones anteriores.

## Críticas
La banda ha sido criticada en varias ocasiones por su polémico título "Arch enemy Spain" tema compuesto en su álbum del 2005 The Lair of the White Worm.

## Miembros de la banda

### Miembros actuales
- Henri "T.S.K." Sattler - voz y guitarra
- Henk "Henke" Zinger - bajo
- Michiel "Mike" van der Plicht - batería

### Miembros anteriores
- Jens van der Valk - guitarra
- Beef - bajo
- Roel Sanders - batería
- Ariën van Weesenbeek - Batería
- Isaac Delahaye - guitarra

## Discografía
- The Christhunt (1992) (Relanzado en 1998)
- The Grand Grimoire (1997)
- Bloody Blasphemy (1999)
- The Ancient Ones (2000)
- Ravenous (2001)
- Into the Lungs of Hell (2003)
- The Lair of the White Worm (2005)
- The Toxic Touch (2006)
- Passiondale (2009)
- Under the Sign of the Iron Cross (2010)
- The World Ablaze (2017)
- Illuminati (2020)
- The Judas Paradox (2024)